# Щёголев, Николай Гаврилович
Николай Гаврилович Щеголев (1771 — 1820/1821) — русский врач, фармаколог, профессор Московского университета, писатель и поэт.

## Биография
Родился 15 (26) ноября 1771 года в семье преподавателя Тверской духовной семинарии Гавриила Щёголева. С 1781 по 1791 год воспитывался в Московской университетской гимназии. Затем учился на медицинском факультете Московского университета (1791—1796) и трижды (в 1792, 1794 и 1795 гг.) был награждён серебряными медалями. После окончании университета в 1796 году был оставлен при нём для подготовки к профессорской кафедре; 22 октября 1798 года получил степень кандидата медицины, был назначен адъюнктом и преподавал «врачебное веществословие и рецептуру», как называлась тогда фармакология.
В 1797 году перевёл и подготовил к печати книгу Павла Иакова Валкнера «Рассуждение о сочувствии тела человеческого во время здравия и болезни», однако на её публикацию не удалось получить цензурного разрешения. В том же году был опубликован сборник его стихов «Родия, или Розовый венок» с пространным прозаическим предисловием. В 1798 году были опубликованы его книга философских размышлений «Игра фантазии при наступлении весны» и «Ода на неравенство людей», а на следующий год — книга «Песни и рассуждения покоящегося садовника», куда были включены стихотворные и прозаические тексты, и книга «Дешёвый подарок суеверам».
В сентябре 1803 года начал читать лекции по врачебному веществословию и ботанике, а после защиты в Московском университете 17 декабря 1803 года диссертации «De vita et usu vegetabilium» Щеголев был удостоен учёной степени доктора медицины. В 1804 году был депутатом от университета и визитатором в Тульской и Калужской губерниях для открытия в них гимназий, обозрения училищ, и, сверх того, поручены ему статистические наблюдения.
В 1806 году по поручению университетского совета осмотрел и описал аптекарский сад, купленный университетом; начал читать «экономическую ботанику».
В марте 1814 года он был утверждён экстраординарным профессором фармакологии и в том же году произведён в надворные советники.
Скончался в Москве 25 декабря 1820 (6 января 1821) года.